# ワンスクリーン
ワンスクリーン（英: 1Screen）は、東京都渋谷区に拠点を置く株式会社vivianeが運営する動画配信サービスの横断検索サイトおよびオンラインデータベースサイト。
映画・ドラマ・アニメ・バラエティ番組といった動画作品の情報と動画配信サービスでの配信情報を掲載している。2020年10月にサービスを開始。

## 沿革
2012年3月 - 株式会社vivianeが設立される。設立時は大阪府大阪市梅田が拠点。
2020年10月 - ワンスクリーンがベータ版として公開。